# Бетюн

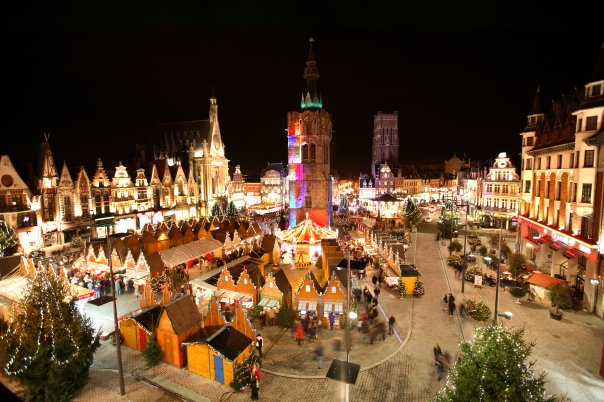

Бетю́н (фр. Béthune фр. вимова: [betyn] ( прослухати) ; арх. нід. Betun) — місто та муніципалітет у Франції, у регіоні О-де-Франс, департамент Па-де-Кале. Населення — 24 992 особи (01.01.2021).
Муніципалітет розташований на відстані близько 190 км на північ від Парижа, 33 км на захід від Лілля, 29 км на північ від Арраса, в місці перетину річки Лав і судноплавного каналу Дюнкерк-Шельда, за 3 км від автомагістралі А26 «Англія» Труа-Кале.

## Історія
До 1248 містом володіли графи Бетюнські, найбільш відомим з яких був трубадур та хрестоносець Конон де Бетюн. До іншої гілки роду Бетюн належав знаменитий герцог Сюллі. Після втрати незалежності місто поділяло долю графства Артуа аж до Німвегенського миру (1678), за яким Габсбурги поступилися ним Бурбонам.

## Пам'ятки

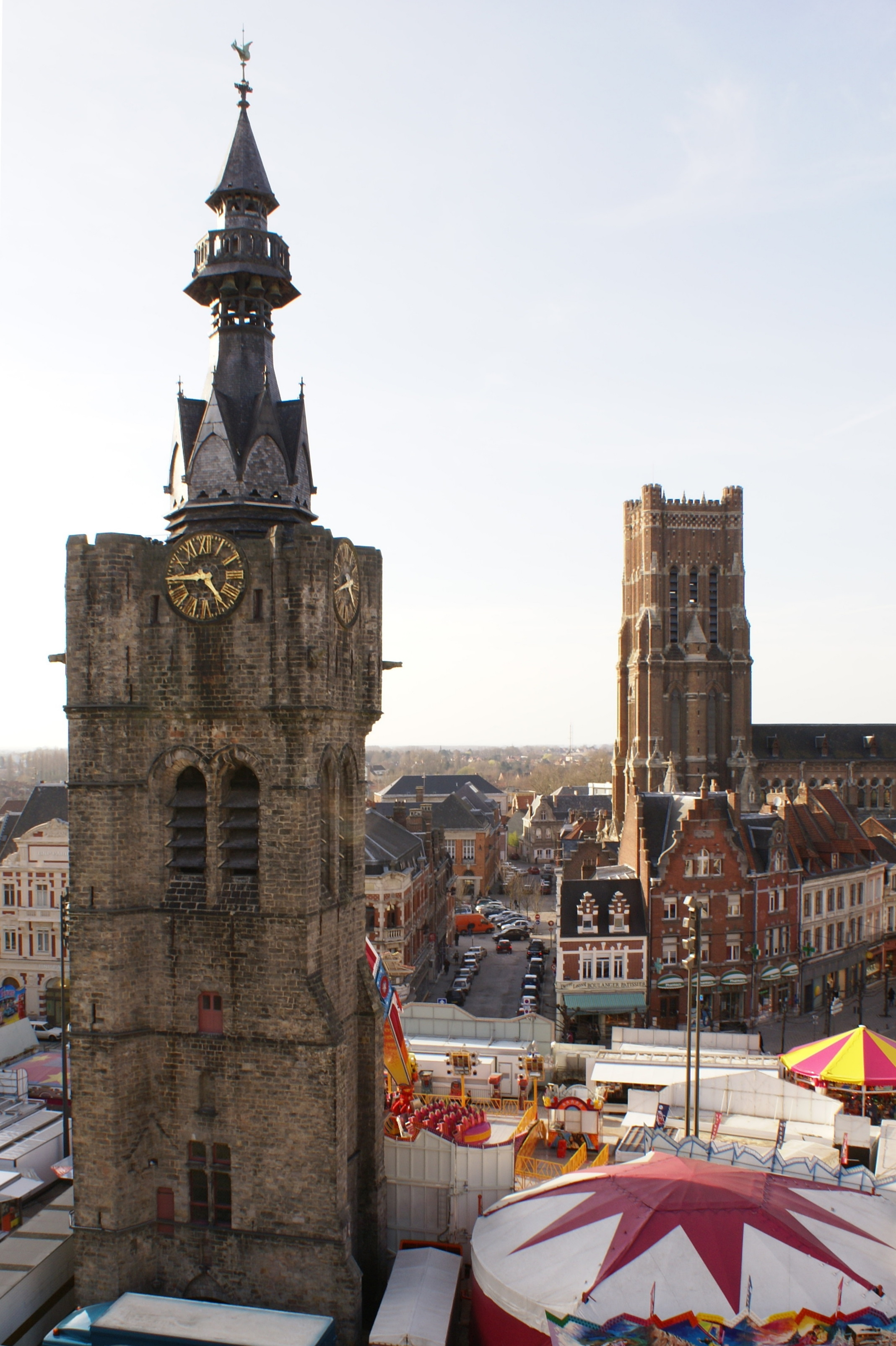
Бефруа та церква Святого Ведаста

Історичним центром міста є Велика площа (Grand-Place). У центрі її, на місці сучасного будівлі мерії, в середньовіччі стояла міська ратуша. Під час Першої світової війни площа, за винятком бефруа, була зруйнована, а в 1920–1927 роках перебудована групою архітекторів на чолі з Луї-Марі Кордоньє. Архітектурний стиль площі — поєднання неорегіоналізму та ар-деко.
Частково зруйнована під час Першої світової війни, міська ратуша була відновлена 1926 року. Будівля, в якій нині розташовується міська мерія, зберегла пропорції та масштаб колишньої ратуші та гармонує з архітектурою навколишніх будівель.
Головний символ Бетюна — 47-метрова дзвіниця-бефруа, увінчана фігурою дракона — розташована в самому центрі Великої площі. Бефруа, побудований 1388 року, має 36 дзвонів та включений до складу Світової спадщини ЮНЕСКО разом з іншими бефруа Бельгії та Франції. Поряд з площею також вирізняється неовізантійська будівля церкви Святого Ведаста, побудована в 1924–1927 роках на місці зруйнованої 1918 року старовинної церкви часів імператора Карла V.
Іншою визначною пам'яткою Бетюна є старовинна артилерійська вежа Святого Ігнасія, побудована в XIV–XV століттях. Вона була частиною старих міських укріплень. У період воєнних дій XVII століття укріплення були зруйновані, уціліли лише сама вежа та бастіон Сен-Прі.
У місті, нагородженому орденом Почесного легіону, розташоване велике кладовище полеглих під час Першої світової війни.

## Демографія
Динаміка населення (base Cassini de l'EHESS pour les nombres retenus jusque 1962, base Insee à partir de 1968 (population sans doubles comptes puis population municipale à partir de 2006) ·  ):
Розподіл населення за віком та статтю (2006):
| Стать | Всього | До 15 років | 15-24 | 25-44 | 45-64 | 65-85 | Понад 85 |
| --- | ------ | ----------- | ----- | ----- | ----- | ----- | -------- |
| Чоловіки | 12 330 | 2319        | 2339  | 3480  | 2809  | 1277  | 106      |
| Жінки | 14 132 | 2344        | 2156  | 3486  | 3300  | 2400  | 446      |
| \| Статево-вікова піраміда \| Статево-вікова піраміда \| Статево-вікова піраміда \| \| ----------------------- \| ----------------------- \| ----------------------- \| \| Чоловіки \| Вік \| Жінки \| \| 106 \| 85 + \| 446 \| \| 288 \| 80-84 \| 560 \| \| 270 \| 75-79 \| 671 \| \| 382 \| 70-74 \| 696 \| \| 337 \| 65-69 \| 473 \| \| 528 \| 60-64 \| 670 \| \| 703 \| 55-59 \| 906 \| \| 736 \| 50-54 \| 831 \| \| 842 \| 45-49 \| 893 \| \| 744 \| 40-44 \| 868 \| \| 869 \| 35-39 \| 827 \| \| 833 \| 30-34 \| 828 \| \| 1034 \| 25-29 \| 963 \| \| 1287 \| 20-24 \| 1152 \| \| 1052 \| 15-20 \| 1004 \| \| 731 \| 10-14 \| 727 \| \| 832 \| 5-9 \| 777 \| \| 756 \| 0-4 \| 840 \| |        |             |       |       |       |       |          |
| Статево-вікова піраміда |        |             |       |       |       |       |          |
| Чоловіки | Вік    | Жінки       |       |       |       |       |          |
| 106 | 85 +   | 446         |       |       |       |       |          |
| 288 | 80-84  | 560         |       |       |       |       |          |
| 270 | 75-79  | 671         |       |       |       |       |          |
| 382 | 70-74  | 696         |       |       |       |       |          |
| 337 | 65-69  | 473         |       |       |       |       |          |
| 528 | 60-64  | 670         |       |       |       |       |          |
| 703 | 55-59  | 906         |       |       |       |       |          |
| 736 | 50-54  | 831         |       |       |       |       |          |
| 842 | 45-49  | 893         |       |       |       |       |          |
| 744 | 40-44  | 868         |       |       |       |       |          |
| 869 | 35-39  | 827         |       |       |       |       |          |
| 833 | 30-34  | 828         |       |       |       |       |          |
| 1034 | 25-29  | 963         |       |       |       |       |          |
| 1287 | 20-24  | 1152        |       |       |       |       |          |
| 1052 | 15-20  | 1004        |       |       |       |       |          |
| 731 | 10-14  | 727         |       |       |       |       |          |
| 832 | 5-9    | 777         |       |       |       |       |          |
| 756 | 0-4    | 840         |       |       |       |       |          |

## Економіка
У XIX столітті Бетюн став швидко розвиватися як центр видобутку вугілля. У місті розташовувалася Вугільна компанія Бетюн (Compagnie des mines de Béthune), що контролювала розробки на прилеглій території.
Структура зайнятості населення:
- сільське господарство — 0,3%
- промисловість — 17,0%
- будівництво — 4,6%
- торгівля, транспорт та сфера послуг — 39,0%
- державні та муніципальні служби — 39,1%

2010 року серед 17 243 осіб працездатного віку (15—64 років) 10 809 були активними, 6434 — неактивними (показник активності 62,7%, у 1999 році було 63,2%). З 10 809 активних мешканців працювало 8690 осіб (4690 чоловіків та 4000 жінок), безробітними було 2119 (1105 чоловіків та 1014 жінок). Серед 6434 неактивних 2147 осіб було учнями чи студентами, 1433 — пенсіонерами, 2854 були неактивними з інших причин.
У 2010 році в муніципалітеті числилось 11554 оподатковані домогосподарства, у яких проживали 24611,5 особи, медіана доходів виносила 14 887 євро на одного особоспоживача

## Адміністрація
Під час муніципальних виборів 2008 року розгорнулася запекла боротьба за посаду мера між чинним главою адміністрації соціалістом Жаком Мелліком (Jacques Mellick) і його однопартійцем Стефаном Сен-Андре (Stéphane Saint-André). У 1-му турі переміг Меллік, але Сен-Андре об'єднався з місцевими правими і за їхньої підтримки здобув перемогу у 2-му турі виборів, набравши 50,66% голосів. після перемоги на виборах Стефан Сен-Андре вийшов з Соціалістичної партії та вступив до лав Радикальної партії лівих.
|  | Кандидат         | Партія       | % голосів |
|  | ---------------- | ------------ | --------- |
|  | Стефан Сен-Андре | Ліві партії  | 50,66     |
|  | Жак Меллік       | Лівий альянс | 49,34     |

## Знамениті уродженці
- Жан Бурідан (бл.1300 — бл.1358), філософ, представник середньовічного номіналізму
- Антуан Бюнуа (бл.1430 — 1492), композитор, представник першої нідерландської школи
- П'єр Лейгль (1970) — французький футболіст.
- Сімона Сімон (1910—2005) — французька акторка.
- Жером Леруа (1974) — французький футболіст.

## Міста-побратими
- Велика Британія Гастінгс
- Кортрейк, Бельгія
- Шверте, Німеччина